# ایندونو اولونا
ایندونو اولونا (به ایتالیایی: Induno Olona) یک کومونه در ایتالیا است که در استان وارزه واقع شده‌است.

## خصوصیات
ایندونو اولونا ۱۲٫۴۵ کیلومترمربع مساحت و ۱۰٬۲۵۲ نفر جمعیت دارد و ۳۹۴ متر بالاتر از سطح دریا واقع شده‌است.